# Тери, Симона
Симона Тери (фр. Simone Téry; 28 января 1897, Каркасон — 12 декабря 1967, Париж) — французская журналистка. Дочь журналиста Гюстава Тери и журналистки и писательницы Андре Вьойи.

## Биография
Получив филологическое образование в Высшей нормальной школе для девушек и затем диплом в Сорбонне в 1919 году, на протяжении двух лет преподавала французский язык и литературу в лицее в Рабате.
В августе 1921 года отправилась в Ирландию как корреспондент газеты L'Œuvre, которой руководил её отец, с целью освещения последствий Войны за независимость. Взяла интервью у многих заметных лидеров ирландского конфликта с обеих сторон; утверждается, что именно Тери дал единственное в своей жизни интервью Майкл Коллинз. По итогам работы в Ирландии опубликовала две первые книги. Первая «В Ирландии, от войны за независимость к гражданской войне» (фр. En Irlande, De la guerre d’indépendance à la guerre civile; 1923), была собрана из газетных репортажей и интервью. Вторая, «Остров бардов» (фр. L’île des bardes; 1925), посвящённая Джорджу Расселлу, была основана на беседах Тери с крупнейшими фигурами ирландской культурной сцены, в том числе У. Б. Йейтсом, Джеймсом Джойсом, Джорджем Муром.
В 1928 году, получив стипендию банкира Альбера Кана, провела полгода в Китае, опубликовав книгу путевых впечатлений «Жёлтая лихорадка» (фр. Fièvre Jaune). В 1935 году участвовала в подготовке Международного конгресса писателей в защиту культуры в Париже, посетила СССР, после чего вступила во Французскую коммунистическую партию и начала печататься в коммунистической газете L’Humanité. Одновременно пробовала себя как драматург и прозаик, в 1937 году опубликовала роман «Летящее сердце» (фр. Le Cœur volé), посвящённый её романтическим отношениям с писателем Полем Низаном.
На протяжении 1930-х гг. много работала в Испании, в 1938 году опубликовала книгу репортажей о гражданской войне «Фронт свободы» (фр. Front de la liberté: Espagne 1937–1938), в 1939 году вышла замуж за испанского поэта и участника войны Хуана Чабаса. В 1940 году, после немецкого вторжения во Францию, бежала с мужем в Доминиканскую республику и затем в Мексику, в 1945 году опубликовала в США автобиографический роман «Где восходит заря» (фр. Où l'aube se lève), основанный на событиях испанской войны, вторая редакция была издана во Франции под названием «Ворота солнца» (фр. Porte du soleil; 1947).
В 1948 году Тери выпустила книгу «Они сражались при Фермопилах» (фр. Ils se battent aux Thermopyles), посвящённую Гражданской войне в Греции (годом позже в СССР опубликован русский перевод Н. Галь и Т. Кудрявцевой). В 1949 году приняла участие во Всемирном конгрессе сторонников мира, освещала для газеты «Юманите» переход власти к коммунистам в Чехословакии. В том же году опубликовала книгу о героине французского Сопротивления, коммунистке Даниэли Казанова «Солнцем полное сердце» (фр. Du soleil plein le cœur). В 1952 году выпустила книгу о своей поездке в СССР «Француженка в Советском Союзе» (фр. Une Française en Union soviétique). Последней книгой Тери стал роман «Хорошие дети, которые не колебались» (фр. Beaux enfants qui n'hésitez pas; 1957), переработанная версия «Летящего сердца».